# Senegal en los Juegos Olímpicos de Atenas 2004
Senegal estuvo representado en los Juegos Olímpicos de Atenas 2004 por un total de 15 deportistas, 6 hombres y 9 mujeres, que compitieron en 6 deportes.
El portador de la bandera en la ceremonia de apertura fue el nadador Malick Fall. El equipo olímpico senegalés no obtuvo ninguna medalla en estos Juegos.